# Штригель, Иво

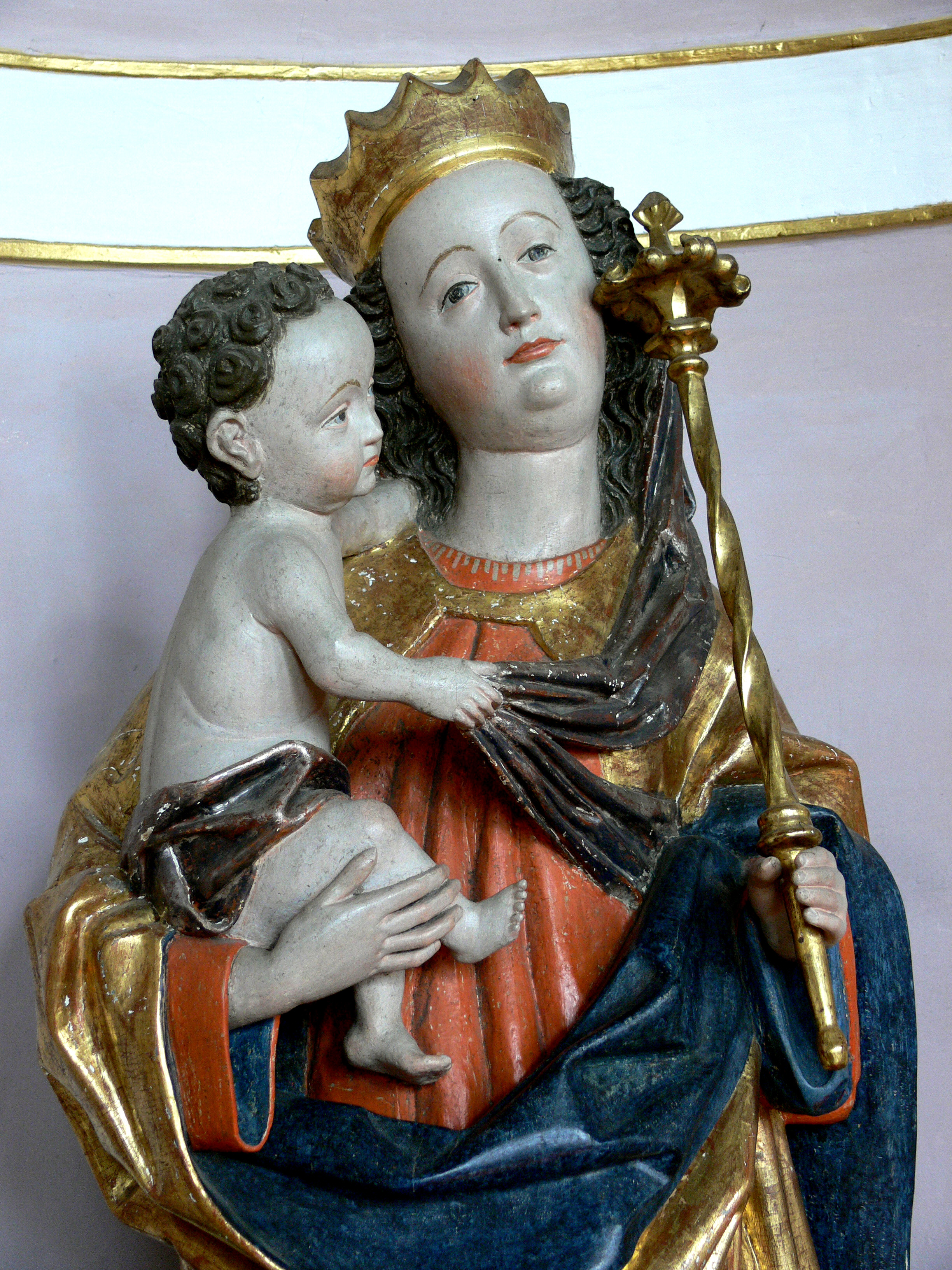
Мадонна и дитя. Около 1475. Кирха св. Освальда. Оттерсванг.Баден-Вюртемберг

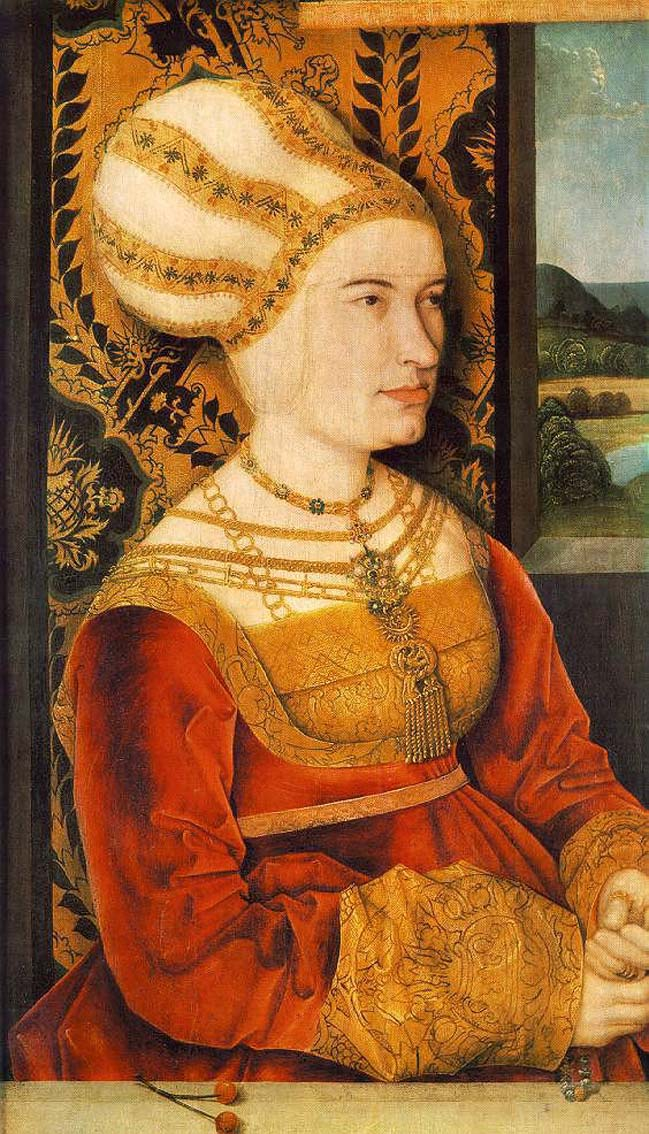
Портрет Сибиллы Фрейберг

Иво Штригель (нем. Ivo Strigel, 1430—1516, Мемминген (Бавария)) — немецкий художник и скульптор эпохи раннего Ренессанса.

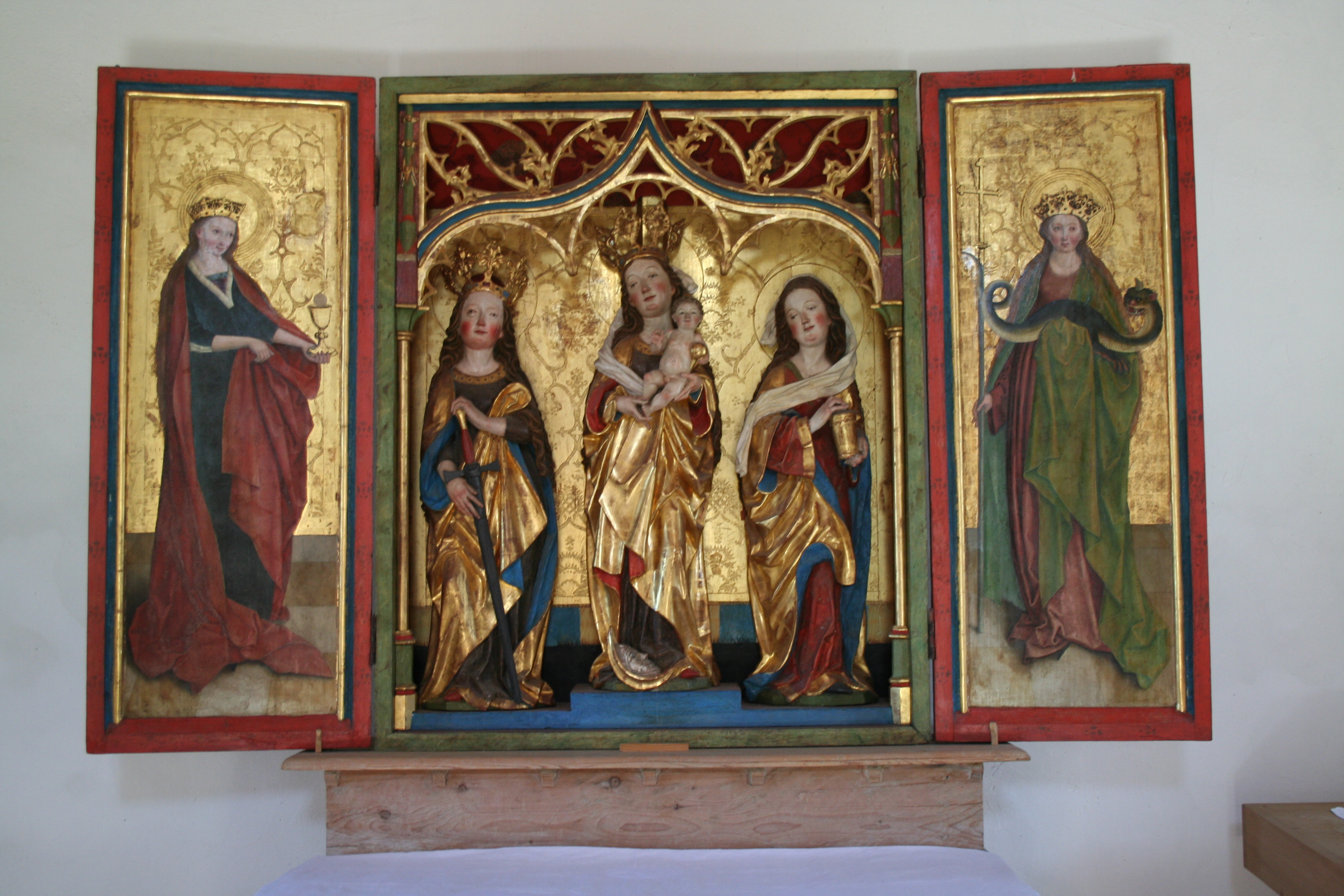
Алтарь капеллы св. Георгия. Оберзаксен

Жил и творил в Южной Германии. Отец художника Бернхарда Штригеля и старший брат Ханса Штригеля Младшего.
Впервые упоминается как художник в 1463, позже назван скульптором, к концу жизни вновь обратился к живописи. В 1473—1478 гг. — член совета гильдии города Мемминген.
Иво Штригель, примерно, с 1480 года владел мастерской художников в Меммингене, в которой создал многочисленные алтари для церквей в Южной Германии, Тироля, Граубюндена и Тичино.